# Sonja Silberhorn
Sonja Silberhorn (geb. 1979 in Regensburg) ist eine deutsche Autorin. 

## Biografie
Nach dem Abitur 1998 war sie zunächst im Hotelfach tätig und wechselte dann in den kaufmännischen Bereich.
Sonja Silberhorn lebt mit ihrer Familie in Regensburg.

## Werke
- Herzstich. Emons Verlag 2011, ISBN 978-3-89705-802-6.
- Regenwalzer. Emons Verlag 2012, ISBN 978-3-89705-962-7.
- Donaugrund. Emons Verlag 2013, ISBN 978-3-95451-192-1.
- Mordsdult. Emons Verlag 2014, ISBN 978-3-95451-381-9.
- Regenteufel. Emons Verlag 2017, ISBN 978-3-7408-0211-0.
- Waidlertod. Emons Verlag 2018, ISBN 978-3-7408-0400-8.
- Naabtalblues. Emons Verlag 2019, ISBN 978-3-7408-0528-9.
- 111 Lost Places in der Oberpfalz, die man gesehen haben muss. Emons Verlag 2020, ISBN 978-3-7408-0838-9.
- Höllbachtal. Emons Verlag 2021, ISBN 978-3-7408-0968-3.
- 111 Orte in und um Amberg, die man gesehen haben muss. Emons Verlag 2022, ISBN 978-3-7408-1463-2.
- Im Schatten des Waldes.  Kameru Verlag, Zürich 2024, ISBN 978-3-907327-01-2.